# Gustav Altmöller
Gustav Altmöller (* 4. Dezember 1704 in Schenklengsfeld; † 13. Juli 1772 ebenda) war ein deutscher Kunstmaler.

## Leben
Gustav Altmöller, zuweilen auch „Altmüller“ geschrieben, wurde am 4. Dezember 1704 in Schenklengsfeld geboren, sein Pate war Gustav Hosfeld, damals Lehrer in Hilmes. Am Gründonnerstag 1717 wurde Altmöller in Schenklengsfeld konfirmiert. Nach Lehrjahren bei verschiedenen Malern in Hessen arbeitete er für einige Jahre zunächst in Marburg. Am 27. Oktober 1730 heiratete er in Schenklengsfeld Gertrud, die am 25. März 1710 getaufte Tochter des ortsansässigen Ostwald Schneider, wobei er wie immer wieder bis zu seinem Tod „Kunstmahler“ genannt wurde. Er starb am 13. Juli 1772 in Schenklengsfeld und wurde am 15. des Monats im Alter von 67 Jahren, sieben Monaten und neun Tagen im Ort begraben. Seine Frau starb in ihrem 76. Lebensjahr am 21. April 1785 im gleichen Ort und wurde am 23. des Monats als des „Kunstmahlers Johann Jacob Altmüllers hinterlassene Wittib“ begraben.

## Werke
Seit 1725 malte Altmöller zahlreiche Porträts von Adeligen, Bürgern, Pfarrern und deren Familien, u. a. ein repräsentatives Porträt von Wilhelm von Hessen-Philippsthal (1726–1810), heute mhk (Inv. Nr. 1875/1640 a). Bekannt sind bis heute die von Altmöller ausgemalten Kirchen, u. a. jene in Ausbach (1733), Mansbach (1759), Odensachsen (ab 1735) und Sünna (1753 und 1771).